# Stalker (film 2014)
Stalker, reso graficamente come St@lker, è un film del 2014 diretto da Luca Tornatore.
Si tratta del secondo lungometraggio del regista dopo Hikikomori, firmato con lo pseudonimo di Marco Prati. Il film  è uscito nelle sale il 15 maggio del 2014.

## Trama
Ines e Alan lavorano in società di multi-level marketing. Entrambi non appagati, reagiscono in maniera opposta: se Ines interiorizza il malessere passando molto tempo in casa, tra letture e piccoli passatempo, senza trovare appagamento nella vita sessuale, Alan per i suoi scatti d'ira ha rovinato il proprio matrimonio e ora vive appartato in un magazzino, cercando spasmodicamente di rifarsi a livello sentimentale nelle chat dei siti di online dating.
Lì conoscerà Ines, spinta per curiosità a iscriversi dall'unica amica che frequenta, la collega di lavoro Mina. All'inizio tra i due sembra esserci intesa, ma alla fine la vera indole di Alan verrà fuori. Ispirato a un fatto di cronaca nera.